# Chinoperla nigriceps
Chinoperla nigriceps is een steenvlieg uit de familie borstelsteenvliegen (Perlidae). De wetenschappelijke naam van de soort is voor het eerst geldig gepubliceerd in 1914 door Banks.